# Acromitoides purpurus
Acromitoides purpurus is een schijfkwal uit de familie Catostylidae. De kwal komt uit het geslacht Acromitoides. Acromitoides purpurus werd in 1910 voor het eerst wetenschappelijk beschreven door Mayer. 